# Parahyliota fallax
Parahyliota fallax es una especie de coleóptero de la familia Silvanidae. Fue descrita en 1892 por Antoine Henri Grouvelle.

## Distribución geográfica
Habita en Asia.